# 阿利费
阿利费（義大利語：Alife）是意大利坎帕尼亚大区卡塞塔省的一个镇，位于沃尔图诺河河谷中。

## 友好城市
- 義大利阿拉特里
- 波蘭格沃夫诺